# Breda Ba.27
Breda Ba.27 là một loại máy bay tiêm kích do Ý chế tạo vào thập niên 1930. Loại máy bay này được Trung Hoa Dân Quốc sử dụng trong Chiến tranh Trung-Nhật.

## Biến thể
Ba.27
Mẫu thử ban đầu, 2 chiếc.
Ba.27 Metallico
Phiên bản cải tiến, 12 chiếc.

## Quốc gia sử dụng
Trung Hoa Dân Quốc
- Không quân Trung Hoa Dân Quốc nhận được 11 chiếc.

## Tính năng kỹ chiến thuật (Ba.27 Metallico)

### Đặc điểm riêng
- Tổ lái: 1
- Chiều dài: 7,67 m (25 ft 2 in)
- Sải cánh: 10,80 m (35 ft 5 in)
- Chiều cao: 3,40 m (11 ft 2 in)
- Diện tích cánh: 18,9 m2 (203 ft2)
- Trọng lượng rỗng: 1.320 kg (2.910 lb)
- Trọng lượng có tải: 1.850 kg (4.078 lb)
- Động cơ: 1 × Alfa Romeo (chế tạo theo giấy phép của Bristol Mercury IVA), 403 kW (540 hp)

### Hiệu suất bay
- Vận tốc cực đại: 380 km/h (236 mph)
- Tầm bay: 750 km (466 miles)
- Trần bay: 9.000 m (29.530 ft)
- Vận tốc lên cao: 11,1 m/s (2.180 ft/min)

### Vũ khí
- 2 khẩu súng máy Breda-SAFAT 12,7 mm (.5 in)